# Satoru Otomo
Satoru Otomo (大友 哲, Ootomo Satoru), também conhecido como Satoshi Otomo (Tóquio, 19 de dezembro de 1957) é um astrônomo japonês. Prolífico descobridor de asteroides é responsável pela descoberta de 149 deles, sendo codescobridor de 15 com Osamu Muramatsu, entre os anos de 1991 e 1997.
O asteroide 3911 Otomo foi assim nomeado em sua homenagem.